# Tage Andersen (bankdirektør)
 Der er flere personer med dette navn, se Tage Andersen.
Josef Tage Andersen (født 18. marts 1927 i Agerup, død 31. august 2006) var en dansk bankdirektør.
Andersen blev uddannet i Banken for Frederiksværk og Omegn i 1943 og kom efter et studieophold i Storbritannien til Landmandsbanken i 1951. Han var bl.a. ansat i kreditafdelingen og blev i 1969 en af bankens direktører. I 1980 blev han ordførende direktør i banken, der nu havde skiftet navn til Den Danske Bank. Han var ordførende direktør frem til sin pensionering i 1990. I 1986 blev bankens senere direktør Peter Straarup optaget i direktionen. Andersen overlod direktørstolen til Knud Sørensen.
Han var kendt for sin kontante lederstil og en tilbageholdende politik, hvilket viste sig at være fornuftigt grundet 1980'ernes problemer i den finansielle sektor. Andersen var manden bag fusionen mellem Den Danske Bank, Handelsbanken og Provinsbanken i 1990, der blev begyndelsen til flere fusioner i den danske bankverden. 
Andersen var medlem af flere bestyrelser; bl.a. var han fra 1990-1994 formand for SAS. Han var desuden en central figur i A.P. Møller-Mærsk, ikke mindst grundet sit gode forhold til Mærsk Mc-Kinney Møller. I en årrække var han også medlem af bestyrelserne for koncernens moderselskaber A/S Dampskibsselskabet Svendborg og Dampskibsselskabet af 1912 A/S. Han var frem til 2003 bestyrelsesmedlem i A.P. Møller og Hustru Chastine Mc-Kinney Møllers Fond til almene Formaal og i Mærsk Olie og Gas. Fra 1983 til 1986 sad han i bestyrelsen for Fédération Bancaire de la Communauté Européenne, og var frem til 1990 medlem af bl.a. European Bankers Round Table. Han var Kommandør af Dannebrog.